# Castell de Selèucia
El castell de Selèucia fou la ciutadella d'una antiga ciutat que tingué diversos noms segons les cultures: Selèucia per als romans; kastron Seleukeias per als romans d'Orient, Salûqiya per als àrabs, Selefkia o Selewkia per als armenis i Le Selef per als croats.
Aquesta fortalesa està situada actualment a Silifke, dins la província de Mersin, a Turquia.

## Localització
Es localitza a l'oest del centre de la ciutat, al sud del riu Göksu (Calydanus en l'antiguitat) i al nord de l'autopista D-715. Encara que està construïda a només 160 metres sobre el nivell del mar, des d'allà la panoràmica domina la plana de Silifke i la zona sud de la vall del Göksu.

## Història
Silifke (Selèucia d'Isàuria per als romans) fou una important ciutat en l'antiguitat. Fundada per Seleuc I Nicàtor (359 aC-281 dC), un dels diàdocs que fou general de l'exèrcit d'Alexandre Magne. En la rodalia hi ha restes d'un assentament humà del segle iii aC. També es conserven parts d'un teatre romà, una necròpolis, banys, un temple del segle ii, i una cisterna romana d'Orient del segle v. Al segle i, en època de l'emperador Vespasià es va fer un pont de pedra, que es va reemplaçar per un de nou en la dècada del 1870.
El castell es va construir al segle vii, per iniciativa dels romans d'Orient que volien protegir la població dels invasors seljúcides i fortificaren l'acròpolis, des d'on podien controlar el pont sobre el riu Calycadnus. En aquest lloc hi havia una farga on es fabricaven armes. L'edifici, a més de la funció defensiva, es feu servir com a centre administratiu del tema costaner.
A finals de la dècada del 1180, el baró de la dinastia dels rubènides, Lleó II, que esdevingué el primer rei d'Armènia Menor, capturà el castell. Frederic I del Sacre Imperi Romanogermànic pernoctà aquí l'any 1190, quan anava de camí cap a la croada, però desgraciadament morí ofegat al riu poc després. El rei Lleó donà el castell el 1210 a l'Orde de l'Hospital, a canvi de diners i suport militar per protegir les fronteres del seu reialme dels atacs seljúcides. Segons un estudi publicat el 1987, l'actual aspecte del castell és degut a les modificacions que hi van fer els hospitalers.
A la mort del rei Lleó, el 1219 fou succeït en el tron per la seva filla Isabel, que es casà amb felip, fill del príncep d'Antioquia. Quan el marit d'Isabel fou assassinat per membres de la noblesa armènia, el 1226, ella cercà refugi en aquest castell. Però els cavallers hospitalers no volien guerrejar amb els armenis i vengueren el castell amb ella a dins, a condició que ella fos ben tractada. Hi ha una inscripció en armeni, que es conserva parcialment, que fou reparat o ampliat l'any 1236. El 1248 el castell estigué a càrrec breument d'un croat de nom Guiscard.

## Descripció
El castell té planta ovalada, d'oest a est fa una llargada d'uns 250 metres i l'amplada fa uns 75 metres. Tota la fortalesa està envoltada per un fossat sec. Segons la descripció d'un viatger turc del segle xvii, Evliya Çelebi, hi havia 23 torres, 60 cases i una mesquita dins de la ciutadella.Actualment només se'n conserven 10 torres, i la majoria encara tenen intacte el sostre en forma de volta. Hi ha un nombre igual de cambres subterrànies que se sostenen amb arcs. Els carreus dels murs, per la part exterior, estan bellament tallats.